# Робърт Капа
Роберт Капа (с рождено име Ендре Фридман) (1913, Будапеща – 1954, Индокитай) е фотограф от унгарски произход.

## Биография
Капа е роден в Будапеща под името Ендре Фридман, в еврейско семейство от средната класа. Завършва средното си образование в гимназията „Мадач“ в родния си град.
През 1936 г. приема името Робърт Капа. От 1936 г. до 1937 г. заедно с Герда Таро документира Испанската гражданска война. Снимките му от Испания, между които например „Падащият войник“, му носят световен успех.
Снимката е публикувана за пръв път през септември 1936 г. във френското списание „Вю“, по-късно е публикувана от списание „LIFE“ заедно с още фотографии на Капа.
През 1938 г. Капа пътува до Китай, за да документира Втората китайско-японска война, а през 1940 г. пътува до Мексико.
Призори на 6 юни 1944 г. той е единственият фотограф, който заедно с първата вълна на десанта стъпва на нормандския бряг. Десет снимки от това събитие са публикувани в списание „Life“ на 19 юни същата година с обяснителния надпис „slightly out of focus“ (леко не на фокус).
През 1947 г. основава фотографската агенция „Magnum Photos“, на която става председател.
През 1948 г. е в Унгария, където снима опустошенията от войната и следите от комунистическото влияние.
През 1954 г. пътува до Япония по покана на редакторите от нов японски вестник, за да заснеме продължаващата вече осем години война за независимост.
На 25 май 1954 г. сутринта Капа тръгва пеша с френски полк на разузнаване. Изкачва се на един хълм, за да направи панорамна снимка на околността, но стъпва върху мина, която избухва и го убива на място.
Той е един от най-значимите фотографи на XX век, известен преди всичко като документалист и военен фотограф. През краткия си живот той присъства и фотографира на пет бойни полета (Гражданската война в Испания, Първата китайско-японска война, европейските бойни полета по време на Втората световна война, Първата арабско-израелска война и войната в Индокитай). По време на Втората световна война присъства и документира събитията в Лондон, Северна Африка, Италия, по време на десанта в Нормандия, на Омаха Бийч, както и освобождаването на Париж.
| „           | Ако снимките ти не са достатъчно добри, значи не си бил достатъчно близко | “ |
| Робърт Капа |                                                                           |   |

|  | Тази страница частично или изцяло представлява превод на страницата Robert Capa в Уикипедия на унгарски. Оригиналният текст, както и този превод, са защитени от Лиценза „Криейтив Комънс – Признание – Споделяне на споделеното“, а за съдържание, създадено преди юни 2009 година – от Лиценза за свободна документация на ГНУ. Прегледайте историята на редакциите на оригиналната страница, както и на преводната страница, за да видите списъка на съавторите. ВАЖНО: Този шаблон се отнася единствено до авторските права върху съдържанието на статията. Добавянето му не отменя изискването да се посочват конкретни източници на твърденията, които да бъдат благонадеждни. |